# Florhydral
Florhydral è il nome commerciale di una aldeide aromatica sintetica, caratterizzata da un odore fresco, verde, fiorito, simile al tiglio e al mughetto, con note marine. È una delle fragranze sintetiche più utilizzate per aggiungere questa profumazione a saponi, detergenti, cosmetici, profumi, e altri prodotti industriali come biocidi, disinfettanti e cere. Prodotta industrialmente su larga scala, nello Spazio economico europeo ne vengono commercializzate più di 100 tonnellate l'anno.

## Storia
La sintesi di molecole che imitassero l'aroma di mughetto ha interessato i chimici fin dall'inizio del XX secolo. I primi composti artificiali ottenuti furono aldeide ciclamino (1919) e Lilial (1952). Quest'ultima fragranza ebbe un successo straordinario e fu ampiamente usata in prodotti cosmetici e casalinghi, finché non emersero problemi di tossicità. Nel frattempo la ricerca di nuove molecole portò ad altre fragranze più sicure come Helional (1958), Bourgeonal (1959), Lyral (1960) e Florhydral (1988). Quest'ultimo composto fu sintetizzato per la prima volta da Alan J. Chalk presso i laboratori della Givaudan. Florhydral è uno dei composti usati per sostituire Lilial in precedenti formulazioni. In seguito sarebbero apparsi Mimosal (2008), Mahonial (2013) e Nympheal (2014).

## Proprietà

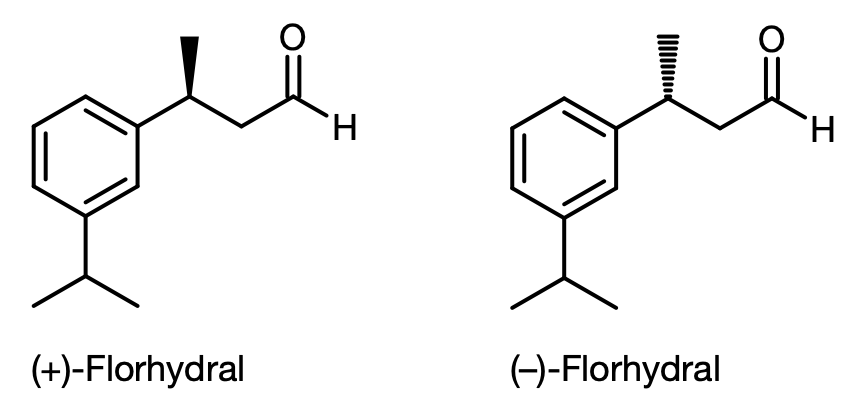
I due enantiomeri di Florhydral

La molecola di Florhydral possiede un centro stereogenico e sono quindi possibili i due enantiomeri rappresentati in figura. Nel processo di sintesi viene normalmente prodotto il composto racemo, che possiede una soglia olfattiva di 0,074 ng/L. La presenza del gruppo metile nella catena aldeidica impedisce la degradazione metabolica con formazione di derivati tossici dell'acido benzoico, processo ritenuto responsabile della tossicità di Lilial.
I due enantiomeri puri di Florhydral sono stati ottenuti tramite sintesi enzimatica, e si è trovato che hanno odori simili ma non identici, mentre possiedono soglie olfattive differenti: (+)-Florhydral ha un odore più forte (soglia olfattiva 0,035 ng/L) rispetto a (–)-Florhydral (soglia olfattiva 0,88 ng/L).

## Sintesi
La figura seguente illustra schematicamente la sintesi industriale di Florhydral. Il prodotto di partenza è il 1,3-bis(1-metiletenil)benzene, un composto economico facilmente disponibile. Un primo processo di idroformilazione catalizzata con [RhH(CO)(PPh3)3] porta ad una aldeide insatura. Quest'ultima viene poi idrogenata con palladio su carbone come catalizzatore per arrivare a Florhydral (racemo).

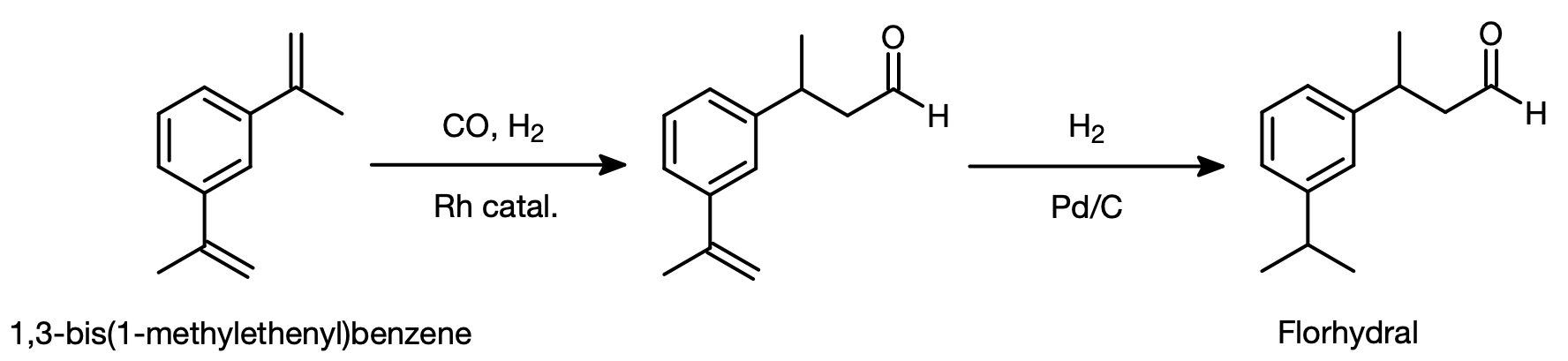
Schema del processo industriale di sintesi di Florhydral

## Tossicità / Indicazioni di sicurezza
Sono stati condotti numerosi studi per valutare la sicurezza d'impiego di Florhydral, concludendo che la sostanza è sicura entro i limiti degli usi esaminati.